# Patrimoine culturel immatériel de l'humanité du domaine des arts du spectacle
Le domaine des arts du spectacle est l'un des cinq domaines prévus par la Convention pour la sauvegarde du patrimoine culturel immatériel adoptée par l’UNESCO en 2003.

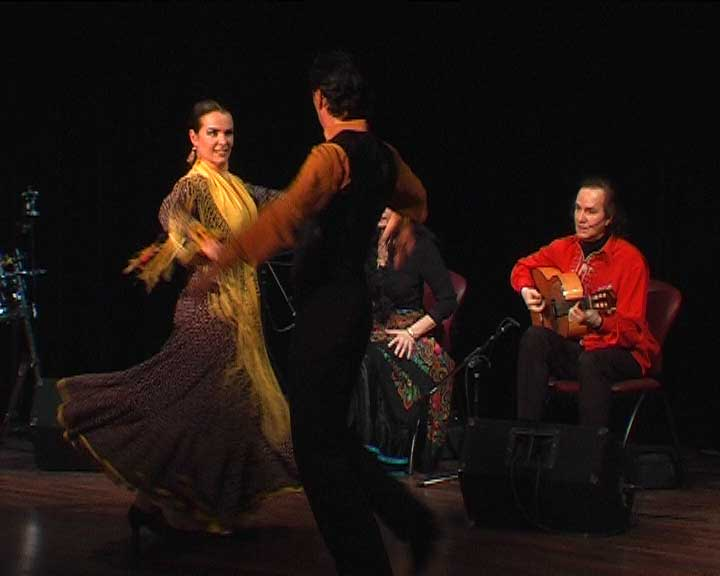
Le flamenco qui associe danse et musique a été reconnu en 2010.

## Description
Les arts du spectacle sont constitués de la musique vocale ou instrumentale, de la danse, du théâtre, de la pantomime, de la poésie chantée et d'autres formes d'expression.

### Musique
La musique est présente dans toutes les sociétés et fait souvent partie d’autres formes d’arts du spectacle et d’autres domaines du patrimoine culturel immatériel, comme les rituels, les fêtes ou les traditions orales. Elle est présente dans les contextes les plus divers : sacrée ou profane, classique ou populaire, liée au travail ou au divertissement. La musique peut également avoir une dimension politique ou économique : elle peut raconter l’histoire d’une communauté, chanter les louanges d’une personnalité ou jouer un rôle clé dans des transactions économiques.

### Danse

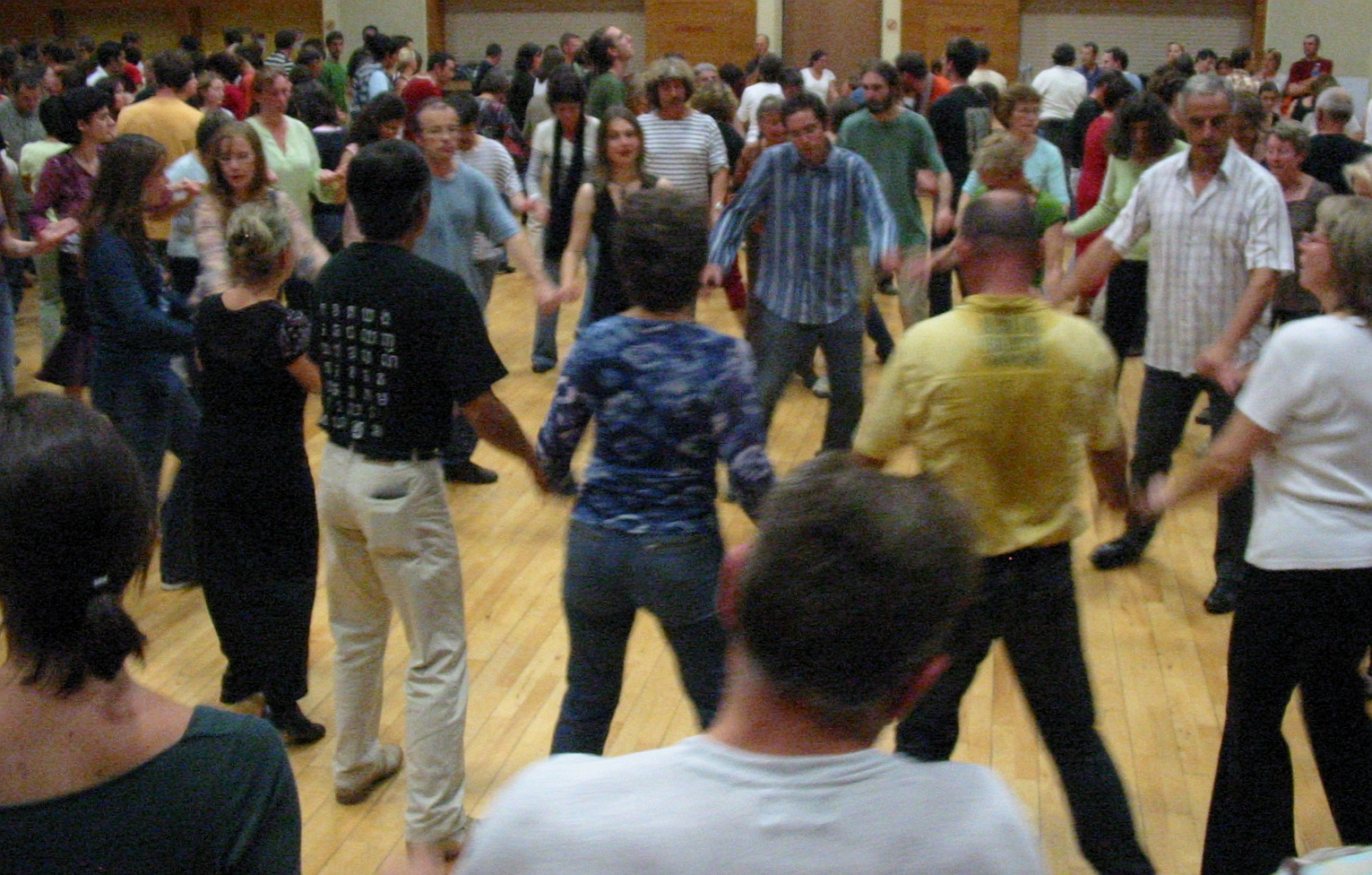
Le fest-noz qui permet l'expression des danses bretonnes a été reconnu en 2012.

La danse peut être décrite simplement comme des mouvements corporels ordonnés, généralement interprétés en musique. Les mouvements rythmiques, les pas et les gestes de la danse expriment souvent un sentiment ou un état d’esprit, ou illustrent un événement particulier ou une action du quotidien, comme les danses religieuses et celles qui représentent la chasse, la guerre ou l’activité sexuelle.

### Théâtre

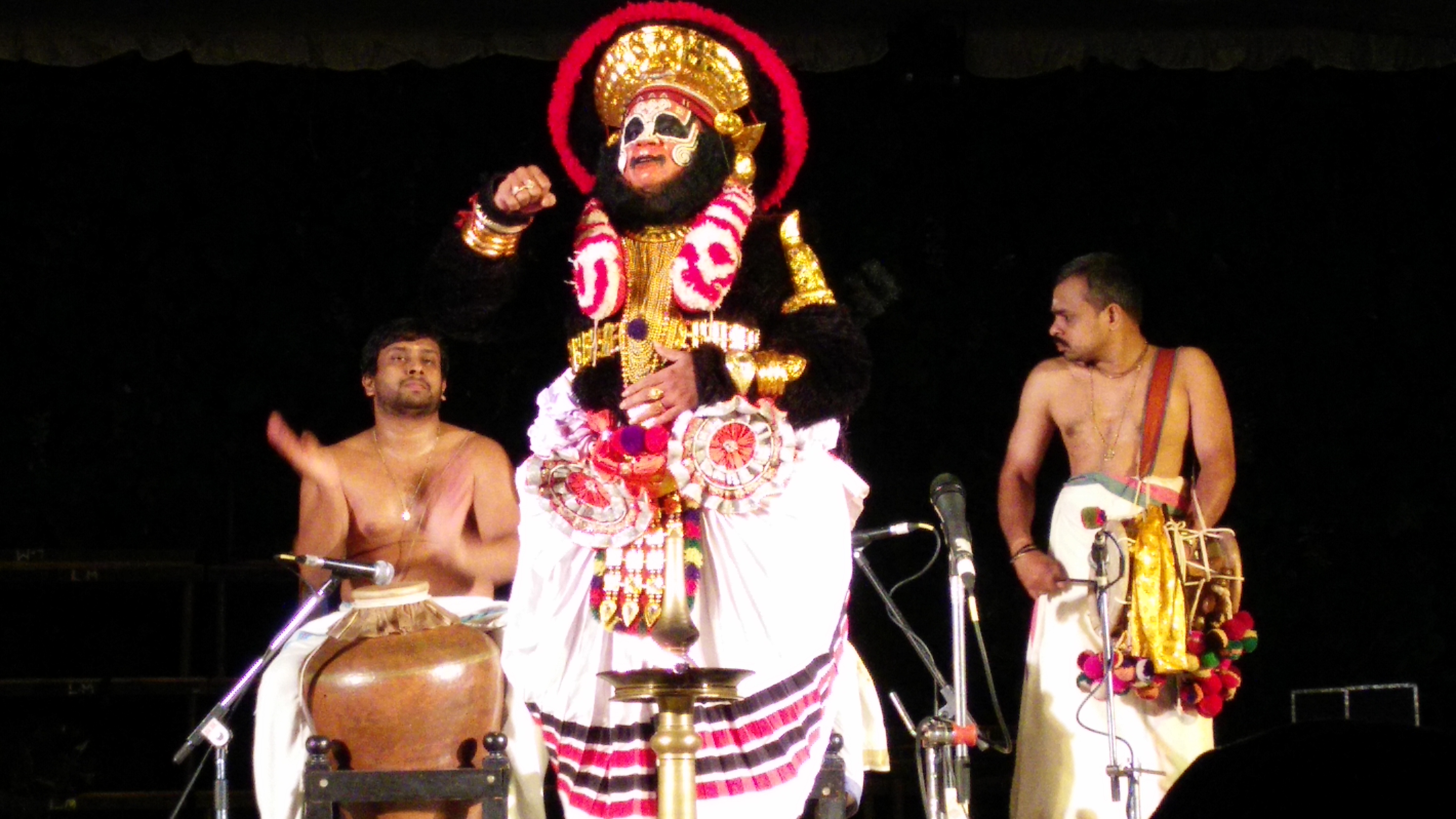
Le Kutiyattam, théâtre sanscrit en Inde.

Les représentations théâtrales traditionnelles conjuguent le jeu d’acteur, le chant, la danse et la musique, le dialogue, la narration ou la déclamation, mais peuvent également consister en spectacles de marionnettes ou de pantomime. Ces arts sont cependant plus que de simples représentations pour un public : ils peuvent aussi jouer un rôle crucial dans la culture et la société, comme les chants qui accompagnent les travaux agricoles ou la musique qui fait partie d’un rituel.

### Instruments et objets
Les instruments, objets, objets d’artisanat et espaces associés aux expressions et pratiques culturelles s’inscrivent tous dans la définition que donne la Convention du patrimoine culturel immatériel. Dans les arts du spectacle, cela concerne notamment les instruments de musique, les masques, costumes et autres ornements du corps utilisés pour la danse et les attributs du théâtre. Les arts du spectacle sont souvent pratiqués dans des lieux spécifiques qui, lorsqu’ils sont étroitement liés à la représentation, sont considérés par la Convention comme des espaces culturels.

## Menaces
De nombreuses formes d’arts du spectacle sont aujourd’hui menacées. À mesure que les pratiques culturelles se standardisent, de nombreuses pratiques traditionnelles sont abandonnées. Même lorsqu'elles deviennent plus populaires, certaines expressions seulement peuvent en profiter, alors que d’autres souffrent. La musique en est un exemple, avec l’explosion de la popularité des musiques du monde. Bien qu’il joue un rôle important dans les échanges culturels et encourage une créativité qui enrichit la scène artistique internationale, ce phénomène peut également causer des problèmes. De nombreuses formes diverses de musique peuvent être homogénéisées dans le but de fournir un produit cohérent. Dans de telles situations, il reste peu de place pour certaines pratiques musicales vitales pour le processus d’interprétation et les traditions de certaines communautés.
La musique, la danse et le théâtre sont souvent des figures clés de la promotion culturelle destinée à attirer les touristes et font régulièrement partie des itinéraires des voyagistes. Bien qu’elle puisse attirer davantage de visiteurs et assurer davantage de revenus pour un pays ou une communauté et offrir une vitrine de sa culture, cette démarche peut également avoir pour effet l’émergence de nouvelles formes de présentation des arts du spectacle, altérées en vue du marché touristique. Si le tourisme peut contribuer à revitaliser les arts du spectacle traditionnels et lui donner une valeur de marché, il peut également avoir un effet de distorsion, en ce que les représentations se réduisent souvent à montrer des extraits adaptés afin de répondre à la demande des touristes. Les formes artistiques traditionnelles sont souvent transformées en marchandises au nom du divertissement, ce qui s’accompagne de la perte de formes importantes d’expression communautaire. Dans d’autres cas, des facteurs sociaux ou environnementaux plus larges peuvent avoir des conséquences graves sur les traditions d’arts du spectacle.
De nombreuses traditions musicales ont été adaptées aux modes de notation occidentaux afin de pouvoir être enregistrées, ou à des fins éducatives, mais ce processus peut être destructeur. De nombreuses formes de musique utilisent des gammes comportant des tons et des intervalles qui ne correspondent pas aux formes occidentales classiques et certaines subtilités tonales peuvent se perdre dans le processus de transcription. De même que l’homogénéisation de la musique, les modifications apportées aux instruments traditionnels pour les rendre plus familiers ou plus faciles à jouer pour les élèves.

## Mesures de sauvegarde
Les mesures de sauvegarde destinées aux arts du spectacle traditionnels peuvent s'appuyer sur la transmission des savoirs et des techniques, du jeu et de la facture des instruments et du renforcement des liens entre le maître et l’élève. Les subtilités d’un chant, les mouvements d’une danse et les interprétations théâtrales sont autant de choses qui doivent être améliorées.
L’interprétation doit également être étudiée, enregistrée, documentée, inventoriée et archivée. Il existe d’innombrables enregistrements sonores dans les archives du monde entier, dont certains remontent à plus d'un siècle. Ces enregistrements anciens sont menacés de détérioration et peuvent être définitivement perdus s’ils ne sont pas numérisés. Le processus de numérisation permet d’identifier et d’inventorier convenablement les documents.
Les médias, les institutions et les industries culturels peuvent également jouer un rôle essentiel pour assurer la viabilité des formes traditionnelles d’arts du spectacle en développant les publics et en sensibilisant le grand public. On peut informer le public des divers aspects d’une forme d’expression, assurant à celle-ci une popularité nouvelle et plus large, tout en promouvant une approche plus experte qui renforce à son tour l’intérêt pour les variations locales d’une forme artistique et peut avoir pour effet une participation active à l’exécution même. La sauvegarde peut également recouvrir des améliorations de la formation et des infrastructures en vue de préparer convenablement le personnel et les institutions à la préservation de l’ensemble de la gamme des arts du spectacle.
Les initiatives inscrites dans le Registre des meilleures pratiques de sauvegarde sont :
- La sauvegarde de la culture du carillon : préservation, transmission, échange et sensibilisation (Belgique, 2014)
- L’écomusée de la Batana, projet communautaire de sauvegarde de la culture vivante de Rovinj (Croatie, 2016)
- Le concept Kodály, sauvegarde du patrimoine musical traditionnel (Hongrie, 2016)
- Le festival de folklore à Koprivchtitsa, ensemble de pratiques pour présenter et transmettre le patrimoine (Bulgarie, 2016)

## Quelques exemples de patrimoine culturel immatériel
- Musique et danse :
  - Le fest-noz breton (France, 2012)
  - le flamenco espagnol (2010)
  - la tumba francesa à Cuba (2003)
  - Le maloya de La Réunion (France, 2009)
  - Le Fado (Portugal, 2011)
- Musique :
  - Le cantu a tenore en Sardaigne (Italie, 2005)
- Danse :
  - Le ballet royal du Cambodge (2003)
- Théâtre :
  - Le Kutiyattam, théâtre sanscrit de la province du Kerala (Inde, 2008)
  - Le théâtre japonais kabuki (2008)
  - Le Mystère d'Elche à Elche en Espagne (2001)